# 26 février 1985
Le mardi 26 février 1985 est le 57e jour de l'année 1985.

## Naissances
- Émilie Jeannot, coureuse cycliste professionnelle française
- Ashton Sims, joueur de rugby
- Bas van Velthoven, nageur néerlandais
- Bastien Geiger, footballeur suisse
- Maté Bence, Photographe hongrois
- Carolin Nytra, athlète allemande
- Cullen Bailey, joueur de cricket australien
- Fahad Awadh, joueur de football koweïtien
- Fernando Llorente, footballeur espagnol
- Gee Atherton, vététiste britannique
- Gia Machavariani, haltérophile géorgien
- Gregory Rigters (mort le 4 décembre 2017), footballeur surinamien
- Iwo Kitzinger, joueur de basket-ball polonais
- Josh Wagenaar, joueur de football canadien
- Keitarō Harada, chef d'orchestre japonais
- Leandro dos Santos de Jesus, joueur de football brésilien
- Mike Robertson, snowboarder canadien,
- Miki Fujimoto, chanteuse japonaise
- Rabah Hafid, footballeur algérien
- Sanya Richards-Ross, athlète américaine
- Shiloh Fernandez, acteur américain
- Tatiana Matveyeva, haltérophile russe
- Torey Thomas, joueur de basket-ball américain
- Widya Saputra, présentatrice de télévision indonésienne
- Wilfried Bulgare, footballeur français

## Décès
- André Beucler (né le 23 février 1898), journaliste, scénariste, cinéaste, producteur de radio, essayiste, traducteur, mais aussi historien, critique d'art et résistant français
- Charles d'Ydewalle (né le 29 novembre 1901), journaliste, écrivain et résistant belge
- Constant Le Breton (né le 11 mars 1895), peintre français
- Hertha Borchert (née le 17 février 1895), écrivaine allemande
- Leonardo David (né le 27 septembre 1960), skieur alpin italien
- Tjalling Koopmans (né le 27 août 1910), économiste néerlandais